# Richardsonius balteatus
Espèce
Statut de conservation UICN

 LC  : Préoccupation mineure
Le Méné rose (Richardsonius balteatus) est une espèce de poissons de la famille des cyprinidées présent en Amérique du Nord.

## Distribution
Le Méné rose est présent au Canada dans la rivière Peace, dans une région comprise entre le fleuve Nass (Colombie-Britannique, Canada) et les fleuves Rogue, Klamath et Columbia aux États-Unis. Il est également présent aux États-Unis dans le bassin de Bonneville (Sud Idaho), à l'ouest du Wyoming et en Utah.